# 김백준
김백준(金伯駿, 1940년 1월 7일 ~ 2022년 12월 22일)은 대한민국의 기업인, 전 별정직공무원이다.

## 생애
전라북도 익산 출신이다. 고려대학교 경제학과를 졸업하고 한국외환은행에 입사했다. 1977년 현대그룹 계열사 국제종합금융으로 옮기며 이명박 당시 현대건설 사장과 인연을 맺었다.
이명박의 최측근으로 이명박의 집사라고 불렸다. 이명박, 에리카 김과 함께 LKe뱅크를 설립하였으며, 다스와 BBK 사이에 벌어진 소송 실무를 맡았다. 이명박 정부 초기부터 5년동안 청와대에 근무했다.
2008년 국정원으로부터 현금 2억 원을 받는 등 김성호·원세훈 전 원장 시절 국정원 측에서 총 4억 원의 불법 자금을 받은 혐의로 재판에 넘겨졌다. 이후 5월2일 구속 된 지 105일 만에 보석으로 풀려났다.

## 학력
- 남성고등학교
- 고려대학교 경제학 학사
- 전북대학교 경영학 명예박사

## 경력
- 1969년: 한국외환은행 경제조사역
- 1977년: 국제종합금융 부사장
- 2000년 ~ 2006년: 삼양종합금융 대표이사 사장
- 2008년 1월 ~ 2008년 2월: 제17대 대통령직인수위원회 비서실 총무담당 보좌역
- 2008년 2월 ~ 2009년 9월: 대통령실 총무비서관
- 2009년 9월 ~ 2011년 12월: 대통령실 총무기획관